# Witold Sobociński

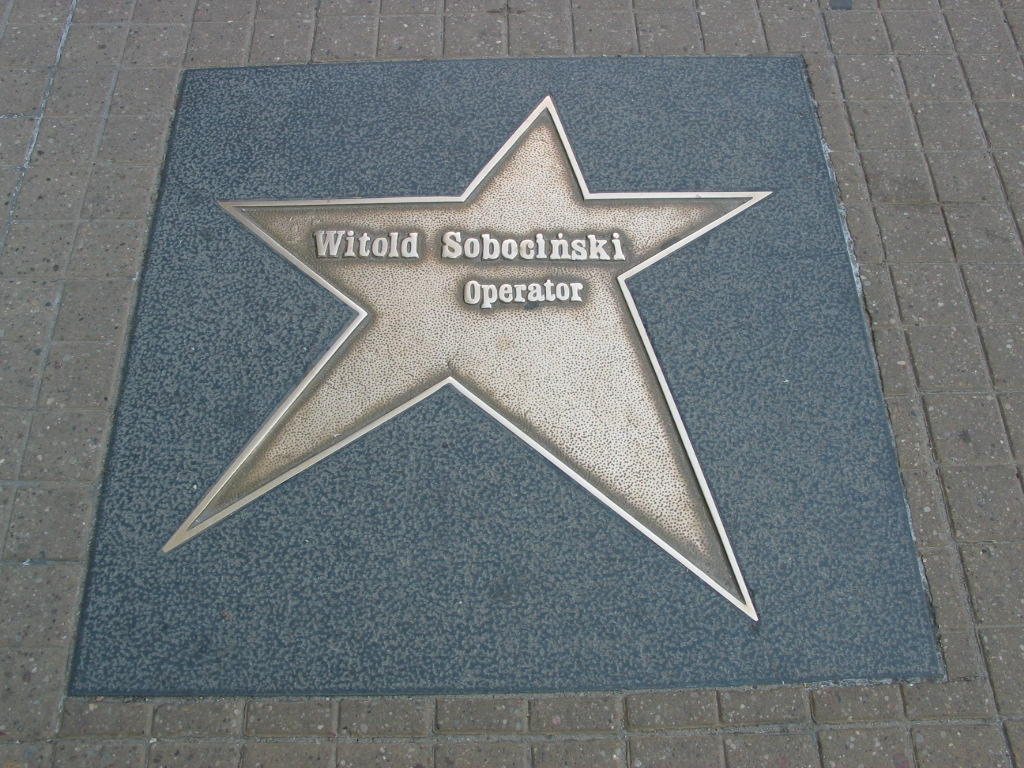
Gwiazda Witolda Sobocińskiego w Alei Gwiazd w Łodzi

Witold Wojciech Sobociński (ur. 15 października 1929 w Ozorkowie, zm. 19 listopada 2018 w Konstancinie-Jeziornie) – polski operator filmowy.

## Życiorys

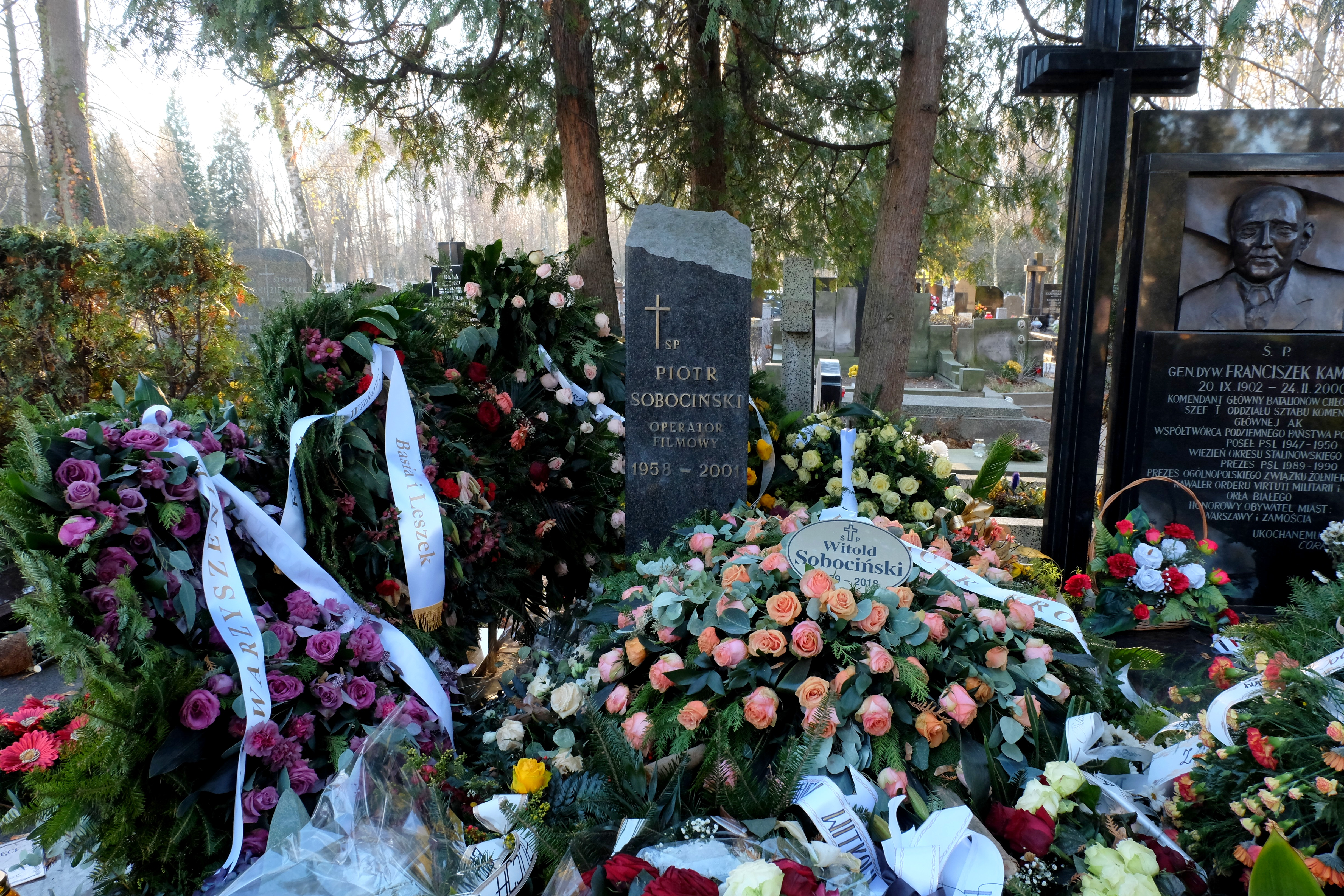
Grób Witolda Sobocińskiego na Cmentarzu Wojskowym na Powązkach w Warszawie

W 1951 zdał egzaminy maturalne w Liceum im. Mikołaja Kopernika w Łodzi. W latach 50. występował jako muzyk wraz z zespołem jazzowym Melomani, w którym grał na różnych instrumentach, m.in. na perkusji i puzonie. W 1955 ukończył studia na Wydziale Operatorskim PWSTiF w Łodzi (dyplom w 1984). Karierę rozpoczynał jako operator filmów dokumentalnych i oświatowych.
W latach 1956–1960 pracował jako reżyser światła w Ośrodku Telewizji Polskiej w Łodzi, następnie jako operator filmowy w latach 1960–1966 w Wytwórni Filmowej „Czołówka” i od 1966 w Przedsiębiorstwie Realizacji Filmów „Zespoły Filmowe”. Od 1963 pracował przy produkcji filmów fabularnych, początkowo jako kamerzysta (m.in. Szyfry, Faraon) i asystent operatora (przy filmie telewizyjnym Ojciec), a od 1967 jako główny operator. Współpracował m.in. z Andrzejem Wajdą (Smuga cienia, Ziemia obiecana) i Romanem Polańskim (Frantic, Piraci). Od 1980 był profesorem w PWSFTviT w Łodzi.
Zmarł 19 listopada 2018 w Konstancinie-Jeziornie. Został pochowany 27 listopada na Cmentarzu Wojskowym na Powązkach w Warszawie (kwatera A3 tuje-3-13).

## Życie prywatne
Ojciec operatora filmowego Piotra Sobocińskiego, dziadek operatorów filmowych Piotra Sobocińskiego jr. i Michała Sobocińskiego oraz aktorki Marii Sobocińskiej.

## Filmografia
| - 1962: Łabędzi śpiew - 1967: Ręce do góry - 1968: Dancing w kwaterze Hitlera Wszystko na sprzedaż - 1969: Prawdziwie magiczny sklep - 1970: Legenda Przygody Gerarda (The Adventures of Gerard) Życie rodzinne Album polski - 1971: Trzecia część nocy Beczka Amontillado - 1972: Wesele - 1973: Na niebie i na ziemi Sanatorium pod Klepsydrą - 1974: Ziemia obiecana Zabójstwo w Catamount (Pittsville – Ein Safe voll Blut) - 1975: Moja wojna, moja miłość Bielszy niż śnieg Miłosierdzie płatne z góry (Nachtdienst) - 1976: Smuga cienia - 1977: Śmierć prezydenta | Dom kobiet (Haus der Frauen) Sam na sam - 1978: Szpital przemienienia Zaproszenie do wnętrza - 1979: Drogi pośród nocy (Wege in der Nacht) Własna wina - 1981: Był jazz W obronie własnej - 1982: Alicja (Alice) - 1984: Uindii Widziadło O-bi, o-ba. Koniec cywilizacji - 1986: Piraci (Pirates) - 1988: Frantic - 1989: Wiosenne wody (Torrents of Spring) - 1990: Dzieci Bronsteina (Bronsteins Kinder) - 1991: Skarga - 1993: Ostatni U-Boot (Das Letzte U-Boot) - 1995: ...nächste Woche ist Frieden - 1999: Wrota Europy - 2003–2004: Męskie-żeńskie - 2009: Rewizyta |

## Wybrane nagrody i odznaczenia
- 1998: Krzyż Kawalerski Orderu Odrodzenia Polski[6][7]
- 1999: Nagroda na Festiwalu Polskich Filmów Fabularnych za zdjęcia do filmu Wrota Europy
- 2001: Polska Nagroda Filmowa „Orzeł” za zdjęcia do filmu Wrota Europy
- 2002 Nagroda Amerykańskiego Stowarzyszenia Operatorów Filmowych (ASC)
- 2004 Nagroda Ministra Kultury za całokształt twórczości
- 2007 Nagroda Polskiej Akademii Filmowej „Orzeł” za całokształt twórczości
- 2008 Złoty Medal „Zasłużony Kulturze Gloria Artis”[8]
- 2011 Krzyż Komandorski Orderu Odrodzenia Polski[9]
- 2012 Platynowy Lew za dorobek życia Festiwalu Polskich Filmów Fabularnych